# Gouvernement Kyriákos Mitsotákis I
Pour les articles homonymes, voir gouvernement Mitsotákis.
IIIe République hellénique
Tsípras II Sarmás
Le gouvernement Kyriákos Mitsotákis I (en grec moderne : Κυβέρνηση Κυριάκου Μητσοτάκη 2019) est le gouvernement de la République hellénique entre le 9 juillet 2019 et le 26 mai 2023, sous la XVIIIe législature du Parlement.
Il est dirigé par le conservateur Kyriákos Mitsotákis, vainqueur à la majorité absolue des élections législatives. Il succède au second gouvernement de l'écosocialiste Aléxis Tsípras.

## Historique
Dirigé par le nouveau Premier ministre conservateur Kyriákos Mitsotákis, ancien ministre des Réformes administratives et fils de l'ancien Premier ministre Konstantínos Mitsotákis, ce gouvernement est constitué et soutenu par la Nouvelle Démocratie (ND). Seule, elle dispose de 158 députés sur 300, soit 52,7 % des sièges du Parlement.
Il est formé à la suite des élections législatives anticipées du 7 juillet 2019.
Il succède donc au second gouvernement de l'écosocialiste Aléxis Tsípras, constitué par SYRIZA et bénéficiant du soutien sans participation de plusieurs députés indépendants.

### Formation
Au cours du scrutin, la ND remporte 39,9 % des voix, ce qui lui assure une solide majorité absolue. Elle devance nettement le parti au pouvoir, qui totalise 31,5 % des suffrages exprimés. Quatre autres formations franchissent le seuil des 3 % pour obtenir une représentation parlementaire.
Mitsotákis et son équipe de 19 ministres sont assermentés au palais présidentiel d'Athènes par le président de la République Prokópis Pavlópoulos le 9 juillet, deux jours après le scrutin. Bien que le nouvel exécutif se compose principalement de membres de la ND, le chef du gouvernement confie le ministère de la Protection du citoyen à Michális Chryssohoïdis, issu du Mouvement socialiste panhellénique (PASOK), et celui du Tourisme à Theokháris Theokháris, membre de La Rivière (Potami). Tous deux sont d'ailleurs exclus de leurs partis respectifs. Parmi les ministres de la ND, Spyrídon-Ádonis Georgiádis et Mavroudís Vorídis ont précédemment appartenu au parti nationaliste Alerte populaire orthodoxe (LAOS),.

### Succession
Lors des élections législatives du 21 mai 2023, la Nouvelle Démocratie l'emporte avec plus de 40 % et une majorité relative en sièges de 146 députés, ratant de cinq mandats seulement la majorité absolue. Dès le lendemain du scrutin, Kyriákos Mitsotákis appelle à de nouvelles élections, au cours desquelles le rétablissement de la prime majoritaire lui permettrait de gouverner seul.
Successivement le lendemain puis le surlendemain des élections, Kyriákos Mitsotákis, Aléxis Tsípras et Níkos Androulákis, chefs des trois partis arrivés en tête, rendent à la présidente de la République, Ekateríni Sakellaropoúlou, le mandat de former le nouveau gouvernement. Le 24 mai, le président de la Cour des comptes, Ioánnis Sarmás, est chargé de former un gouvernement transitoire destiné à conduire le pays à un nouveau scrutin. L'exécutif est constitué le 25 mai.

## Composition

### Initiale (9 juillet 2019)
| Portefeuille                                         | Titulaire | Titulaire                                   | Parti |
| ---------------------------------------------------- | --------- | ------------------------------------------- | ----- |
| Premier ministre                                     |           | Kyriákos Mitsotákis                         | ND    |
| Vice-Premier ministre                                |           | Panagiótis Pikramménos                      | ND    |
| Ministre des Finances                                |           | Chrístos Staïkoúras                         | ND    |
| Ministre du Développement et des Investissements     |           | Spyrídon-Ádonis Georgiádis                  | ND    |
| Ministre des Affaires étrangères                     |           | Níkos Déndias                               | ND    |
| Ministre de la Protection du citoyen                 |           | Michális Chryssohoïdis                      | Ind.  |
| Ministre de la Défense nationale                     |           | Nikólaos Panayotópoulos                     | ND    |
| Ministre de l'Éducation et des Religions             |           | Níki Keraméos                               | ND    |
| Ministre du Travail et des Affaires sociales         |           | Ioánnis Vroútsis                            | ND    |
| Ministre de la Santé                                 |           | Vassílios Kikílias                          | ND    |
| Ministre de l'Environnement et de l'Énergie          |           | Kostís Hadjidákis                           | ND    |
| Ministre de la Culture et des Sports                 |           | Lína Mendóni                                | Ind.  |
| Ministre de la Justice                               |           | Konstantínos Tsiáras                        | ND    |
| Ministre de l'Intérieur                              |           | Tákis Theodorikákos                         | ND    |
| Ministre des Infrastructures et des Transports       |           | Kóstas A. Karamanlís                        | ND    |
| Ministre de la Marine et de la Politique insulaire   |           | Ioánnis Plakiotákis                         | ND    |
| Ministre du Développement rural et de l'Alimentation |           | Mavroudís Vorídis                           | ND    |
| Ministre du Tourisme                                 |           | Theokháris Theokháris                       | ND    |
| Ministre de l'Immigration et de l'Asile              |           | Panagiótis Mitarákis (depuis le 15/01/2020) | ND    |
| Ministre d'État                                      |           | Kyriákos Pierrakákis                        | Ind.  |
| Ministre d'État                                      |           | Giórgos Gerapetrítis                        | ND    |

### Remaniement du 5 janvier 2021
- Les nouveaux ministres sont indiqués en gras, ceux ayant changé d'attribution en italique.

| Portefeuille                                         | Ministre | Ministre                   | Parti |
| ---------------------------------------------------- | -------- | -------------------------- | ----- |
| Premier ministre                                     |          | Kyriákos Mitsotákis        | ND    |
| Vice-Premier ministre                                |          | Panagiótis Pikramménos     | ND    |
| Ministre des Finances                                |          | Chrístos Staïkoúras        | ND    |
| Ministre du Développement et des Investissements     |          | Spyrídon-Ádonis Georgiádis | ND    |
| Ministre des Affaires étrangères                     |          | Níkos Déndias              | ND    |
| Ministre de la Protection du citoyen                 |          | Michális Chryssohoïdis     | Ind.  |
| Ministre de la Défense nationale                     |          | Nikólaos Panayotópoulos    | ND    |
| Ministre de l'Éducation et des Religions             |          | Níki Keraméos              | ND    |
| Ministre du Travail et des Affaires sociales         |          | Kostís Hadjidákis          | ND    |
| Ministre de la Santé                                 |          | Vassílios Kikílias         | ND    |
| Ministre de l'Environnement et de l'Énergie          |          | Kóstas Skrékas             | ND    |
| Ministre de la Culture et des Sports                 |          | Lína Mendóni               | Ind.  |
| Ministre de la Justice                               |          | Konstantínos Tsiáras       | ND    |
| Ministre de l'Intérieur                              |          | Mavroudís Vorídis          | ND    |
| Ministre des Infrastructures et des Transports       |          | Kóstas A. Karamanlís       | ND    |
| Ministre de la Marine et de la Politique insulaire   |          | Ioánnis Plakiotákis        | ND    |
| Ministre du Développement rural et de l'Alimentation |          | Spílios Livanós (en)       | ND    |
| Ministre du Tourisme                                 |          | Theokháris Theokháris      | ND    |
| Ministre de l'Immigration et de l'Asile              |          | Panagiótis Mitarákis       | ND    |
| Ministre d'État                                      |          | Kyriákos Pierrakákis       | Ind.  |
| Ministre d'État                                      |          | Giórgos Gerapetrítis       | ND    |

### Remaniement du 31 août 2021
- Les nouveaux ministres sont indiqués en gras, ceux ayant changé d'attribution en italique.

| Portefeuille                                                                    | Ministre | Ministre                                                        | Parti |
| ------------------------------------------------------------------------------- | -------- | --------------------------------------------------------------- | ----- |
| Premier ministre                                                                |          | Kyriákos Mitsotákis                                             | ND    |
| Vice-Premier ministre                                                           |          | Panagiótis Pikramménos                                          | ND    |
| Ministre des Finances                                                           |          | Chrístos Staïkoúras                                             | ND    |
| Ministre du Développement et des Investissements                                |          | Spyrídon-Ádonis Georgiádis                                      | ND    |
| Ministre des Affaires étrangères                                                |          | Níkos Déndias                                                   | ND    |
| Ministre de la Protection du citoyen                                            |          | Tákis Theodorikákos                                             | ND    |
| Ministre de la Crise climatique et de la Protection civile (crée le 10/09/2021) |          | Chrístos Stylianídis                                            | Ind.  |
| Ministre de la Défense nationale                                                |          | Nikólaos Panayotópoulos                                         | ND    |
| Ministre de l'Éducation et des Religions                                        |          | Níki Keraméos                                                   | ND    |
| Ministre du Travail et des Affaires sociales                                    |          | Kostís Hadjidákis                                               | ND    |
| Ministre de la Santé                                                            |          | Thános Plévris                                                  | ND    |
| Ministre de l'Environnement et de l'Énergie                                     |          | Kóstas Skrékas                                                  | ND    |
| Ministre de la Culture et des Sports                                            |          | Lína Mendóni                                                    | Ind.  |
| Ministre de la Justice                                                          |          | Konstantínos Tsiáras                                            | ND    |
| Ministre de l'Intérieur                                                         |          | Mavroudís Vorídis (jusqu'au 23/04/2023)                         | ND    |
| Ministre de l'Intérieur                                                         |          | Kalliópi Spanoú                                                 | Ind.  |
| Ministre des Infrastructures et des Transports                                  |          | Kóstas A. Karamanlís (jusqu'au 01/03/2023) Giórgos Gerapetrítis | ND    |
| Ministre de la Marine et de la Politique insulaire                              |          | Ioánnis Plakiotákis                                             | ND    |
| Ministre du Développement rural et de l'Alimentation                            |          | Spílios Livanós (en) (jusqu'au 08/02/2022) Geórgios Georgandás  | ND    |
| Ministre du Tourisme                                                            |          | Vassílios Kikílias                                              | ND    |
| Ministre de l'Immigration et de l'Asile                                         |          | Panagiótis Mitarákis                                            | ND    |
| Ministre d'État                                                                 |          | Kyriákos Pierrakákis                                            | Ind.  |
| Ministre d'État                                                                 |          | Giórgos Gerapetrítis                                            | ND    |